# MGR -MUSIC GO ROUND-
MGR -MUSIC GO ROUND-（エムジーアール ミュージック ゴー ラウンド）は、FM徳島で放送されていたラジオ番組である。

## 概要
番組改編により平日月曜日から木曜日の2時間番組が、週1回木曜日1時間に短縮されつつ生き残った番組。
番組のキャッチフレーズは、「最新音楽情報をイチ早くお届け！ アイコトバは”MOVEMENTを巻き起こせ！”」であった。
2007年3月の番組終了後は、インターネットで聞けるポッドキャスト番組『MGR MUSIC GO ROUND -Podcasting Edition-』として不定期放送となる。

## コーナー
- 19:00 - OPENNING
話題のDISCからスタート「新曲入ります！」
- 19:05 - MONTHLY GO ROUND
◎月のPOWER PUSH ARTIST は[要追加記述]
- 19:25 - MGR Records Recommend = M Reco!!
謎のCD SHOP "MGR Records"が登場。M Reco視聴券のNEW DISCをチェック!!

## パーソナリティ
- 森裕子

| スタブアイコン | サブスタブ | この項目は、まだ閲覧者の調べものの参照としては役立たない、ラジオ番組に関連した書きかけの項目です。この項目を加筆・訂正などしてくださる協力者を求めています（P:ラジオ/PJ:放送番組）。 |